# Felix Leiter
Pour les articles homonymes, voir Leiter.
Felix Leiter est un personnage secondaire de fiction dans les romans de James Bond écrits par Ian Fleming, ainsi que dans les films qui en sont dérivés.

## Dans la littérature
C'est un agent secret de la CIA et très grand ami de Bond. Ce Texan blond devient rapidement un joyeux compagnon pour James Bond, qui partage avec lui de nombreuses sorties fortement alcoolisées. Cet ancien Marine américain lui sert de guide aux États-Unis.
Chez Ian Fleming, il apparaît dès le premier roman de la série Casino Royale où il travaille pour la CIA à Paris. On le retrouve ensuite dans Vivre et laisser mourir, où il est mutilé par les hommes de Mr BIG qui le jettent aux requins. Il perd une jambe, un bras et une partie du visage.
À la suite de ces mutilations, il est retiré de la CIA et travaille pour l'agence de détective Pinkerton. C'est à ce moment qu'il réapparaît dans Chauds les glaçons !.
Il réapparaît ensuite dans Opération Tonnerre où étrangement, alors qu'il est devenu réserviste pour la CIA, il s'engage dans un combat sous-marin malgré ses mutilations.
Il revient également dans L'Homme au pistolet d'or, ultime roman de Ian Fleming.
John Gardner le mentionne dans Mission particulière, où James Bond est associé à Sandra Leiter, la fille de Felix Leiter. Puis il revient dans Gagner, perdre ou mourir.
Chez Raymond Benson, il tient un rôle important dans Le Visage de la mort puis dans Doubleshot.

## Au cinéma
Dans la série des films James Bond, le personnage de Felix Leiter apparaît dès le premier épisode (James Bond 007 contre Dr. No) en 1962. Sous les traits de l'acteur Jack Lord, Leiter parvient à surprendre Bond, mais les deux hommes ne tardent pas à sympathiser et à collaborer, même si le personnage de Leiter n'occupe finalement qu'une place mineure dans l'action. Cette répartition des « rôles » entre Bond et son acolyte de la CIA perdure tout au long de la série, Leiter devant le plus souvent se contenter d'un rôle d'intendance dans les missions, tout en souriant avec indulgence aux frasques sentimentales de son ami.
Contrairement à d'autres seconds rôles récurrents, le personnage de Felix Leiter n'a jamais été rattaché durablement à un acteur particulier ; les comédiens interprétant le rôle se sont succédé selon un casting plus ou moins judicieux. Bond et Leiter sont en effet censés être de vieux amis, mais à plusieurs reprises (comme dans Goldfinger ou Les Diamants sont éternels) la différence d'âge apparente entre Leiter et Bond rend difficilement crédible une vieille complicité. Dans Jamais plus jamais, le personnage est interprété par Bernie Casey, un acteur noir. David Hedison (qui a interprété deux fois le personnage, mais à seize ans de distance) et Jeffrey Wright (trois films à ce jour) sont les seuls acteurs à avoir interprété plus d'une fois Félix Leiter.
Le personnage de Leiter ne prend une importance centrale dans l'intrigue que dans Permis de tuer (1989) : reconverti en agent de la DEA, Leiter est horriblement torturé et mutilé par les requins d'un malfrat sadique et perd sa jambe gauche. Cet événement entraîne un désir de vengeance de Bond, ce qui constitue la trame principale du film. Cet épisode des requins était relaté dans le livre Vivre et laisser mourir qui a servi de base au film Vivre et laisser mourir mais dans lequel les scénaristes ont épargné Leiter.
Le personnage de Leiter a fait son retour dans le Casino Royale de 2006. Ce film racontant la première mission de Bond, il donne lieu à la « première » rencontre avec 007. C'est également la deuxième fois que Leiter est incarné par un acteur Afro-Américain (Jeffrey Wright), après Bernie Casey dans Jamais plus jamais.
Jeffrey Wright reprend son rôle en 2021 dans Mourir peut attendre, film dans lequel Leiter meurt, abattu par Logan Ash (Billy Magnussen), un agent double au service de Lyutsifer Safin, interprété par Rami Malek.

### Acteurs ayant tenu le rôle de Felix Leiter
- Jack Lord (James Bond 007 contre Dr. No - 1962) (VF : Gérard Buhr)
- Cec Linder (Goldfinger - 1964) (VF : André Valmy)
- Rik Van Nutter (Opération Tonnerre - 1965) (VF : Roger Rudel)
- Norman Burton (Les Diamants sont éternels - 1971) (VF : William Sabatier)
- David Hedison (Vivre et laisser mourir - 1973 et Permis de tuer - 1989) (VF : Francis Lax puis Daniel Russo)
- Bernie Casey  (Jamais plus jamais - 1983) (film « hors-série », non produit par EON Productions) (VF : Emmanuel Gomès-Dekset)
- John Terry (Tuer n'est pas jouer - 1987) (VF : William Coryn)
- Jeffrey Wright (Casino Royale - 2006, Quantum of Solace - 2008 et Mourir peut attendre - 2021) (VF : Jean-Louis Faure)

Dans le jeu vidéo 007 Legends, Demetri Goritsas prête sa voix et ses traits pour le personnage de Felix Leiter.